# Skopas I. von Krannon
Skopas I. (altgriechisch Σκόπας Skópas) war der Stammvater des antiken griechischen Geschlechts der Skopaden, das über das thessalische Krannon herrschte. Er lebte vermutlich in der zweiten Hälfte des 6. vorchristlichen Jahrhunderts.
Ähnlich wie dem Stammvater der in Larisa herrschenden Aleuaden, Aleuas dem Roten, wird Skopas ein konstitutives Wirken bei der Etablierung der Wehrordnung des thessalischen Bundes zugeschrieben. Offenbar hatte er als Bundesfeldherr (tagos) amtiert, wohl als Nachfolger des Aleuas, und ein Tributsystem eingerichtet, das den Unterhalt des Bundesheeres gewährleisten sollte.
Sein Sohn war Kreon und sein Enkel war Skopas II., der für seine Trunksucht und Protektion des Dichters Simonides von Keos bekannt war.